# Komet Bennett
Komet Bennett  ali Veliki komet iz leta 1969 ali C/1969 Y1  je komet, ki ga je 28. decembra 1969 odkril astronom John Caister Bennett (1914 - 1990) v času, ko je bil komet še 2 a.e. od Sonca in 1,70 a.e. od Zemlje . Komet je odkril v Pretorii v Južni Afriki .
To je prvi izmed dveh kometov Bennett, drugi je komet C/1974 V2, ki pa se je gibal po parabolični tirnici 
Komet je dosegel prisončje 20. marca 1970. Takrat je bil od Sonca oddaljen 0,54 a.e. Zemlji je bil najbliže 26. marca 1970 na razdalji samo 0,69 a.e. Njegova magnituda je bila med 0 in 1 
Nazadnje so ga opazovali 27. februarja 1971 .